# Фриш, Сайрус
Сайрус Фриш (Cyrus Frisch) — нидерландский киноавангардист. Считается автором первого в мире полнометражного художественного фильма, снятого на мобильный телефон (Waarom heeft niemand mij verteld dat het zo erg zou worden in Afghanistan, 2007).
Фриш привлёк внимание провокативностью и принципиальностью в рассмотрении этически спорных ситуаций, порой помещая себя перед камерой. Например, в фильме «Прости меня» (Forgive Me, 2001) Фриш снимал алкоголика Питера, во время участия в съемках его состояние ухудшилось, что привело к трагическому случаю, после которого Питер уже не смог восстановиться. 
Chris Campion, кинокритик FilmMaker Magazine, считает, что Фриш зациклен на изображении страданий и жестокости, тогда как Олаф Меллер, кинокритик журнала Film Comment, видит во Фрише режиссёра, способного зафиксировать безумие современного мира, тем самым показывая, что человеческая цивилизация ныне находится в тупике.